# Чемпионат мира по лыжным видам спорта среди юниоров 2006
39-й чемпионат мира по лыжным видам спорта среди юниоров (англ. 2006 Nordic Junior World Ski Championships, нем. Nordische Junioren-Skiweltmeisterschaften 2006) проходил с 30 января по 5 февраля 2006 года в словенском Кране. Первенство стало первым, когда соревнования среди юниоров и спортсменов не старше 23 лет проходили в одном месте.
В рамках чемпионата впервые состоялись соревнования среди женщин по прыжкам на лыжах с трамплина. Немка Юлиане Зайфарт стала первой чемпионкой мира в данной дисциплине.
Победу в медальном зачёте одержала команда Норвегии, выигравшая 8 золотых, 1 серебряную и 2 бронзовые награды.

## Медальный зачёт
Страна-хозяйка соревнований 
| Место | Страна    | Золото | Серебро | Бронза | Всего |
| ----- | --------- | ------ | ------- | ------ | ----- |
| 1     | Норвегия  | 8      | 1       | 2      | 11    |
| 2     | Германия  | 4      | 3       | 2      | 9     |
| 3     | Австрия   | 3      | 1       | 0      | 4     |
| 4     | Польша    | 2      | 0       | 0      | 2     |
| 5     | Россия    | 1      | 8       | 5      | 14    |
| 6     | Швеция    | 1      | 1       | 2      | 4     |
| 7     | Франция   | 1      | 0       | 0      | 0     |
| 8     | Чехия     | 0      | 2       | 5      | 7     |
| 9     | Словения  | 0      | 2       | 0      | 2     |
| 10    | Япония    | 0      | 1       | 1      | 2     |
| 11    | Канада    | 0      | 1       | 0      | 1     |
| 12    | Италия    | 0      | 0       | 2      | 2     |
| 13    | Швейцария | 0      | 0       | 1      | 1     |
| Всего | Всего     | 20     | 20      | 20     | 60    |

## Медалисты

### Юниоры

#### Лыжные гонки
| Соревнование                    | Золото                                                                                           | Золото  | Серебро                                                                       | Серебро | Бронза                                                                            | Бронза  |
| ------------------------------- | ------------------------------------------------------------------------------------------------ | ------- | ----------------------------------------------------------------------------- | ------- | --------------------------------------------------------------------------------- | ------- |
| Парни                           |                                                                                                  |         |                                                                               |         |                                                                                   |         |
| Спринт СС                       | Петтер Нортуг · Норвегия                                                                         |         | Даниэль Хен · Германия                                                        |         | Антон Смирнов · Россия                                                            |         |
| 10 км Индивидуальная гонка КС   | Петтер Нортуг · Норвегия                                                                         | 26:33,2 | Мартин Якш · Чехия                                                            | 26:58,4 | Дарио Колонья · Швейцария                                                         | 27:53,6 |
| 20 км Гонка преследования КС/СС | Петтер Нортуг · Норвегия                                                                         | 51:34,3 | Илья Черноусов · Россия                                                       | 51:39,6 | Мартин Якш · Чехия                                                                | 51:45,8 |
| 4×5 км Эстафета КС/СС           | Норвегия · Гленн Элвестад · Эйрик Курланд Ольсен · Эйрик Сефис · Петтер Нортуг                   | 47:15,7 | Россия · Николай Морилов · Юрий Виноградов · Андрей Парфёнов · Илья Черноусов | 47:30,5 | Чехия · Алеш Разим · Ян Крка · Ондржей Хорина · Мартин Якш                        | 47:31,4 |
| Девушки                         |                                                                                                  |         |                                                                               |         |                                                                                   |         |
| Спринт СС                       | Астрид Якобсен · Норвегия                                                                        |         | Наталья Матвеева · Россия                                                     |         | Селин Брюн-Ли · Норвегия                                                          |         |
| 5 км Индивидуальная гонка КС    | Астрид Якобсен · Норвегия                                                                        | 13:57,9 | Эва Нывльтова · Чехия                                                         | 14:16,3 | Шарлотт Калла · Швеция                                                            | 14:30,6 |
| 10 км Гонка преследования КС/СС | Шарлотт Калла · Швеция                                                                           | 29:12,2 | Бетти Анн Нильсен · Норвегия                                                  | 29:21,8 | Эва Нывльтова · Чехия                                                             | 29:38,8 |
| 4×3,3 км Эстафета КС/СС         | Норвегия · Ингунн Хультгрин Вельциен · Марит Лиланд Фредриксен · Марте Элден · Бетти Анн Нильсен | 34:59,0 | Швеция · Эмма Бергман · Анна Симберг · Анна Ханссон · Шарлотт Калла           | 35:04,2 | Россия · Нина Рысина · Лариса Шайдурова · Татьяна Морогова · Светлана Овчинникова | 35:14,6 |

#### Лыжное двоеборье
| Соревнование | Золото                                                         | Золото  | Серебро                                                                          | Серебро | Бронза                                                                           | Бронза  |
| ------------ | -------------------------------------------------------------- | ------- | -------------------------------------------------------------------------------- | ------- | -------------------------------------------------------------------------------- | ------- |
| НТ + 5 км    | Том Битц · Германия                                            | 13:06,3 | Акито Ватабэ · Япония                                                            | 13:08,9 | Мирослав Дворжак · Чехия                                                         | 13:16,7 |
| НТ + 10 км   | Франсуа Бро · Франция                                          | 29:59,9 | Том Битц · Германия                                                              | 30:47,6 | Мирослав Дворжак · Чехия                                                         | 30:50,0 |
| НТ + 4×5 км  | Германия · Тони Энглерт · Рубен Велде · Стефан Тусс · Том Битц | 55:42,3 | Австрия · Томац Дрюмль · Тобиас Каммерландер · Марко Пихльмайер · Альфред Райнер | 55:42,6 | Норвегия · Йонас Нермун · Йоаким Ааквик · Торкель Расмуссен Аам · Томас Кьелботн | 56:12,4 |

#### Прыжки с трамплина
| Соревнование                   | Золото                                                                        | Золото | Серебро                                                                | Серебро | Бронза                                                           | Бронза |
| ------------------------------ | ----------------------------------------------------------------------------- | ------ | ---------------------------------------------------------------------- | ------- | ---------------------------------------------------------------- | ------ |
| Парни                          |                                                                               |        |                                                                        |         |                                                                  |        |
| НТ Индивидуальные соревнования | Грегор Шлиренцауэр · Австрия                                                  | 259,6  | Юрий Тепеш · Словения                                                  | 249,4   | Андреа Морасси · Италия                                          | 247,4  |
| НТ Командные соревнования      | Австрия · Артур Паули · Томас Турнбихлер · Марио Иннауэр · Грегор Шлиренцауэр | 930,6  | Словения · Джерней Коснек · Примож Роглич · Юрий Тепеш · Роберт Хргота | 927,7   | Япония · Наоя Тояма · Юхей Сасаки · Сёхэй Тотимото · Кенширо Ито | 900,8  |
| Девушки                        |                                                                               |        |                                                                        |         |                                                                  |        |
| НТ Индивидуальные соревнования | Юлиане Зайфарт · Германия                                                     | 255,8  | Ацуко Танака · Канада                                                  | 223,4   | Елена Рунггальдье · Италия                                       | 217,8  |

### Старше 23 лет

#### Лыжные гонки
| Соревнование                    | Золото                      | Золото    | Серебро                     | Серебро   | Бронза                    | Бронза    |
| ------------------------------- | --------------------------- | --------- | --------------------------- | --------- | ------------------------- | --------- |
| Мужчины                         |                             |           |                             |           |                           |           |
| Спринт СС                       | Харальд Вурм · Австрия      |           | Йозеф Венцль · Германия     |           | Маркус Хельнер · Швеция   |           |
| 15 км Индивидуальная гонка КС   | Франц Гёринг · Германия     | 38:23,9   | Максим Булгаков · Россия    | 39:09,0   | Александр Легков · Россия | 39:19,5   |
| 30 км Гонка преследования КС/СС | Александр Легков · Россия   | 1:17:19,7 | Сергей Ширяев · Россия      | 1:17:33,6 | Франц Гёринг · Германия   | 1:17:35,6 |
| Женщины                         |                             |           |                             |           |                           |           |
| Спринт СС                       | Гуро Стрём Солли · Норвегия |           | Валентина Новикова · Россия |           | Николь Фессель · Германия |           |
| 10 км Индивидуальная гонка КС   | Юстина Ковальчик · Польша   | 28:07,0   | Ирина Артёмова · Россия     | 28:30,9   | Юлия Чекалёва · Россия    | 28:36,9   |
| 15 км Гонка преследования КС/СС | Юстина Ковальчик · Польша   | 44:14,7   | Ирина Артёмова · Россия     | 44:41,2   | Юлия Чекалёва · Россия    | 44:54,5   |